# 納卡斯科洛區
納卡斯科洛區（西班牙語：Nacascolo），是哥斯達黎加的行政區，位於該國西北部瓜納卡斯特省，由利韋里亞縣負責管轄，面積324平方公里，2013年人口2,566人，人口密度每平方公里8人。